# نبيه الجردي
نبيه الجردي (من مواليد 9 مايو 1967) هو لاعب كرة قدم لبناني سابق لعب كظهير أيمن.

## مهنة النادي
بدأ نبيه الجردي مسيرته المهنية في نادي الصفاء خلال الحرب الأهلية اللبنانية، من خلال نظام الشباب؛ ظهر مرة في عام 1986.

## مهنة دولية
انضم نبيه لأول مرة إلى منتخب لبنان في عام 1987، ولعب ضد سوريا في مباراة تصفيات كأس العرب عام 1988. سجل هدفاً دولياً واحداً في مرمى كازاخستان في دورة الألعاب الآسيوية 1998. لعب 45 مباراة دولية مع منتخب لبنان.

## الإحصائيات المهنية
النتائج والإحصائيات تعرض رصيد أهداف لبنان أولًا.
| # | تاريخ          | مكان                              | الخصم     | نتيجة | نتيجة | مسابقة                     |
| - | -------------- | --------------------------------- | --------- | ----- | ----- | -------------------------- |
| 1 | 12 ديسمبر 1998 | ملعب راجامانغالا، بانكوك، تايلاند | كازاخستان | 3–0   | 3–0   | دورة الألعاب الآسيوية 1998 |

## الإنجازات
فردي
- فريق الموسم في الدوري اللبناني الممتاز: 1996–97،[4] 1997–98،[5] 1998–99.[6]

## روابط خارجية
- نبيه الجردي على موقع أف آي لبنان (FA Lebanon)
- نبيه الجردي على فرق كرة القدم الوطنية.كوم